# The Best of (album Universe)
The best of − pierwszy studyjny album zespołu Universe wydany w 1991.
Piosenka "Ty masz to, czego nie mam ja" ukazała się wcześniej na singlu winylowym wydanym przez Tonpress (nr kat. S-500) w 1984. Piosenka była jednym z hitów audycji Lato z Radiem w 1984 i utworem Universe, który znalazł się najwyżej w notowaniach Listy Przebojów Programu Trzeciego: miejsce 2. w notowaniu z 18 sierpnia 1984. Ostatnia piosenka z krążka "Głupia żaba" zajęła 8. miejsce w notowaniu z 25 stycznia 1986. W 1983 piosenka "Mr. Lennon", dedykowana Johnowi Lennonowi, przez trzy miesiące królowała na Telewizyjnej Liście Przebojów. Utwory z płyty notowane były na Radiowej Liście Przebojów Programu I ("Ty masz to czego nie mam ja", "Gwiezdna podróż", "Tacy byliśmy"). W Opolu zespół wykonał też "Mr. Lennon" w 1983 oraz "Tacy byliśmy" w 1988.
W utworze "Ty masz to, czego nie mam ja" wystąpili gościnnie: Dariusz Kozakiewicz (gitara), Wojciech Morawski (perkusja), K. Żak (gitara basowa).
Płyta była wznawiana.

## Lista utworów
| 1.  | "Tacy byliśmy"                                               |  |
|     | - sł. Mirosław Bochenek, muz. Mirosław Breguła               |  |
| 2.  | "Masz jeszcze czas"                                          |  |
|     | - sł. i muz. Mirosław Breguła i Henryk Czich                 |  |
| 3.  | "Dlatego błagam"                                             |  |
|     | - sł. ks. Jerzy Szymik, muz. Henryk Czich i Mirosław Breguła |  |
| 4.  | "Mr. Lennon"                                                 |  |
|     | - sł. i muz. Mirosław Breguła i Henryk Czich                 |  |
| 5.  | "Gwiezdna podróż"                                            |  |
|     | - sł. i muz. Mirosław Breguła i Henryk Czich                 |  |
| 6.  | "Tak trudno się zakochać"                                    |  |
|     | - sł. Mirosław Bochenek, muz. Mirosław Breguła               |  |
| 7.  | "Twarda sztuka"                                              |  |
|     | - sł. i muz. Mirosław Breguła                                |  |
| 8.  | "Czy to był żart?"                                           |  |
|     | - sł. Mirosław Bochenek, muz. Mirosław Breguła               |  |
| 9.  | "Wołanie przez ciszę"                                        |  |
|     | - sł. i muz. Mirosław Breguła i Henryk Czich                 |  |
| 10. | "Ty masz to, czego nie mam ja"                               |  |
|     | - sł. Bogdan Olewicz, muz. Mirosław Breguła                  |  |
| 11. | "Godzina zero"                                               |  |
|     | - sł. Bogdan Olewicz, muz. Mirosław Breguła                  |  |
| 12. | "Drugie narodzenie"                                          |  |
|     | - sł. Henryk Czich, muz. Mirosław Breguła                    |  |
| 13. | "Głupia żaba"                                                |  |
|     | - sł. Bogdan Olewicz, muz. Mirosław Breguła i Henryk Czich   |  |

## Twórcy
- Mirosław Breguła − śpiew, gitara akustyczna, aranżacje
- Henryk Czich − śpiew, fortepian, instrumenty klawiszowe
- Dariusz Boras − gitara
- Piotr Jarosz − gitara basowa
- Janusz Bogacki − perkusja
- Andrzej Piśniak − instrumenty klawiszowe

Gościnnie w piosence "Ty masz to, czego nie mam ja":
- Dariusz Kozakiewicz - gitara
- Wojciech Morawski - perkusja
- Zbigniew Żak - gitara basowa